# ایران در المپیک تابستانی ۲۰۱۶

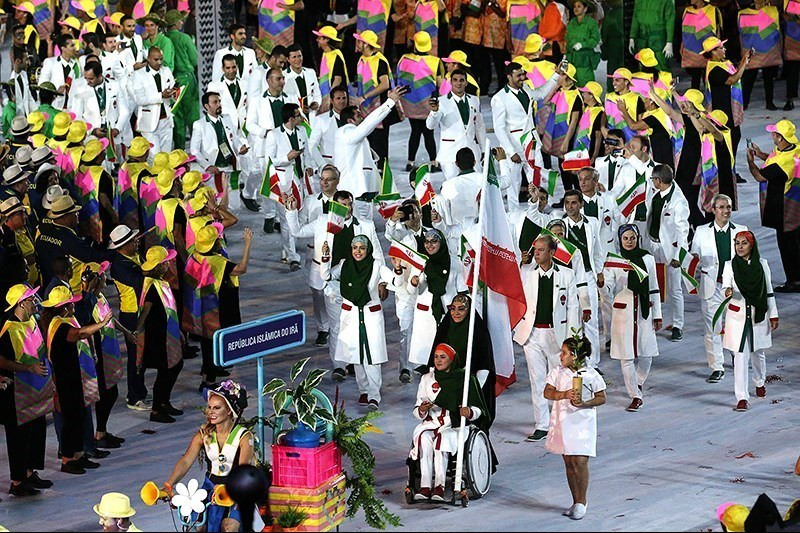
رژهٔ ورزشکاران ایرانی در مراسم افتتاحیهٔ بازی‌های المپیک تابستانی ۲۰۱۶

کاروان ورزشی ایران در بازی‌های المپیک تابستانی ۲۰۱۶ که از پنجم تا بیست و یکم اوت ۲۰۱۶ در ریو دو ژانیرو برگزار شد، شرکت داشت.

## شرکت‌کنندگان

### بر حسب رشته
| ورزش              | مرد | زن | مجموع |
| ----------------- | --- | -- | ----- |
| تیراندازی با کمان | ۰   | ۱  | ۱     |
| دو و میدانی       | ۹   | ۱  | ۱۰    |
| بوکس              | ۱   | ۰  | ۱     |
| کانو              | ۱   | ۰  | ۱     |
| دوچرخه‌سواری       | ۳   | ۰  | ۳     |
| شمشیربازی         | ۲   | ۰  | ۲     |
| جودو              | ۳   | ۰  | ۳     |
| رویینگ            | ۰   | ۱  | ۱     |
| تیراندازی         | ۱   | ۴  | ۵     |
| شنا               | ۱   | ۰  | ۱     |
| تنیس روی میز      | ۲   | ۱  | ۳     |
| تکواندو           | ۳   | ۱  | ۴     |
| والیبال           | ۱۲  | ۰  | ۱۲    |
| وزنه‌برداری        | ۵   | ۰  | ۵     |
| کشتی              | ۱۲  | ۰  | ۱۲    |
| مجموع             | ۵۵  | ۹  | ۶۴    |

### بر حسب استان[۲]
| نام استان                                                    | تعداد |
| ------------------------------------------------------------ | ----- |
| مازندران                                                     | ۱۳    |
| تهران                                                        | ۹     |
| اصفهان و البرز                                               | ۵     |
| خوزستان                                                      | ۴     |
| خراسان رضوی، آذربایجان شرقی و چهارمحال و بختیاری             | ۳     |
| آذربایجان غربی، ایلام، زنجان، کرمانشاه، استان گلستان و همدان | ۲     |
| استان فارس، قزوین، خراسان جنوبی، کرمان و لرستان              | ۱     |
| مجموع                                                        | ۳۷    |

## مدال‌ها
| نشان | نام           | رشته ورزشی | رویداد            | تاریخ  |
| ---- | ------------- | ---------- | ----------------- | ------ |
| طلا  | کیانوش رستمی  | وزنه‌برداری | ۸۵ کیلوگرم مردان  | ۱۳ اوت |
| طلا  | سهراب مرادی   | وزنه‌برداری | ۹۴ کیلوگرم مردان  | ۱۴ اوت |
| طلا  | حسن یزدانی    | کشتی آزاد  | ۷۴ کیلوگرم مردان  | ۱۹ اوت |
| نقره | کمیل قاسمی    | کشتی آزاد  | ۱۲۵ کیلوگرم مردان | ۲۱ اوت |
| برنز | سعید عبدولی   | کشتی فرنگی | ۷۵ کیلوگرم مردان  | ۱۵ اوت |
| برنز | قاسم رضایی    | کشتی فرنگی | ۹۸ کیلوگرم مردان  | ۱۶ اوت |
| برنز | کیمیا علیزاده | تکواندو    | ۵۷ کیلوگرم زنان   | ۱۸ اوت |
| برنز | حسن رحیمی     | کشتی آزاد  | ۵۷ کیلوگرم مردان  | ۱۹ اوت |

## بوکس
| ورزشکار        | رویداد         | یک شانزدهم نهایی              | یک هشتم نهایی | یک‌چهارم نهایی | نیمه نهایی | فینال      | فینال |
| ورزشکار        | رویداد         | حریف نتیجه                    | حریف نتیجه    | حریف نتیجه    | حریف نتیجه | حریف نتیجه | رتبه  |
| -------------- | -------------- | ----------------------------- | ------------- | ------------- | ---------- | ---------- | ----- |
| احسان روزبهانی | نیمه سنگین وزن | پیتر مولنبرگ (NED) · شکست ۰–۳ | حذف           | حذف           | حذف        | حذف        | حذف   |

## تکواندو
| ورزشکار         | رویداد            | یک‌هشتم نهایی                     | یک‌چهارم نهایی              | نیمه نهایی | شانس مجدد                   | رده‌بندی                   | فینال      | فینال |
| ورزشکار         | رویداد            | حریف نتیجه                       | حریف نتیجه                 | حریف نتیجه | حریف نتیجه                  | حریف نتیجه                | حریف نتیجه | رتبه  |
| --------------- | ----------------- | -------------------------------- | -------------------------- | ---------- | --------------------------- | ------------------------- | ---------- | ----- |
| فرزان عاشورزاده | ۵۸- کیلوگرم مردان | حجامی (MAR) · شکست ۳–۴           | حذف                        | حذف        | حذف                         | حذف                       | حذف        | حذف   |
| مهدی خدابخشی    | ۸۰- کیلوگرم مردان | فررا (HON) · برد ۱۳–۱ PTG        | بیگی (AZE) · شکست ۵–۱۷ PTG | حذف        | حذف                         | حذف                       | حذف        | حذف   |
| سجاد مردانی     | ۸۰+ کیلوگرم مردان | تائوفاتوفوا (TGA) · برد ۱۶–۱ PTG | چو (GBR) · شکست ۳–۴        | حذف        | حذف                         | حذف                       | حذف        | حذف   |
| کیمیا علیزاده   | ۵۷ کیلوگرم زنان   | زانینوویچ (CRO) · برد ۷–۶        | کالوو (ESP) · شکست ۷–۸     | -          | هارنسوجین (THA) · برد ۱۴–۱۰ | گلاسنوویچ (SWE) · برد ۵–۱ | حذف        | برنز  |

## تیراندازی
مردان
| ورزشکار        | رویداد               | مقدماتی  | مقدماتی | فینال  | فینال |
| ورزشکار        | رویداد               | امتیاز   | رتبه    | امتیاز | رتبه  |
| -------------- | -------------------- | -------- | ------- | ------ | ----- |
| پوریا نوروزیان | تفنگ بادی ۱۰ متر     | ۶۲۲٫۲    | ۲۲      | حذف    | حذف   |
| پوریا نوروزیان | تفنگ سه وضعیت ۵۰ متر | ۱۱۶۸-59x | ۲۶      | حذف    | حذف   |

زنان
| ورزشکار        | رویداد               | مقدماتی | مقدماتی | نیمه نهایی | نیمه نهایی | فینال  | فینال |
| ورزشکار        | رویداد               | امتیاز  | رتبه    | امتیاز     | رتبه       | امتیاز | رتبه  |
| -------------- | -------------------- | ------- | ------- | ---------- | ---------- | ------ | ----- |
| الهه احمدی     | تفنگ بادی ۱۰ متر     | ۴۱۷٫۸   | ۳       | —          | —          | ۱۲۲٫۵  | ۶     |
| مه‌لقا جام‌بزرگ  | تفنگ سه وضعیت ۵۰ متر | ۵۷۴-28x | ۲۷      | —          | —          | حذف    | حذف   |
| نجمه خدمتی     | تفنگ بادی ۱۰ متر     | ۴۱۵٫۷   | ۱۱      | —          | —          | حذف    | حذف   |
| نجمه خدمتی     | تفنگ سه وضعیت ۵۰ متر | ۵۸۳-27x | ۶       | —          | —          | ۴۰۲٫۳  | ۸     |
| گلنوش سبقت‌الهی | تپانچه بادی ۱۰ متر   | ۳۷۹     | ۲۱      | —          | —          | حذف    | حذف   |
| گلنوش سبقت‌الهی | تپانچه ۲۵ متر        | ۵۷۲     | ۲۸      | حذف        | حذف        | حذف    | حذف   |

## تیراندازی با کمان
- پرچمدار کاروان جمهوری اسلامی ایران

| ورزشکار    | رخداد        | دور رتبه‌بندی | دور رتبه‌بندی | دور ۶۴                          | دور ۳۲     | دور ۱۶     | یک چهارم   | نیمه نهایی | نهایی / م. ب | نهایی / م. ب |
| ورزشکار    | رخداد        | نتیجه        | سید          | حریف نتیجه                      | حریف نتیجه | حریف نتیجه | حریف نتیجه | حریف نتیجه | حریف نتیجه   | رتبه         |
| ---------- | ------------ | ------------ | ------------ | ------------------------------- | ---------- | ---------- | ---------- | ---------- | ------------ | ------------ |
| زهرا نعمتی | انفرادی زنان | ۶۰۹          | ۴۹           | اینا استپانووا (RUS) · شکست ۲–۶ | حذف        | حذف        | حذف        | حذف        | حذف          | حذف          |

## تنیس روی میز
| ورزشکار       | رویداد        | مرحله ۱                   | مرحله ۲                              | مرحله ۳    | مرحله ۴    | یک هشتم نهایی | یک چهارم نهایی | نیمه نهایی | فینال / BM | فینال / BM |
| ورزشکار       | رویداد        | حریف نتیجه                | حریف نتیجه                           | حریف نتیجه | حریف نتیجه | حریف نتیجه    | حریف نتیجه     | حریف نتیجه | حریف نتیجه | رتبه       |
| ------------- | ------------- | ------------------------- | ------------------------------------ | ---------- | ---------- | ------------- | -------------- | ---------- | ---------- | ---------- |
| نیما عالمیان  | انفرادی مردان | کاناک جها (USA) · برد ۴–۱ | اودیو یونسکو (ROU) · شکست ۱–۴        | حذف        | حذف        | حذف           | حذف            | حذف        | حذف        | حذف        |
| نوشاد عالمیان | انفرادی مردان | Bye                       | بویان توکیچ (SLO) · شکست ۱–۴         | حذف        | حذف        | حذف           | حذف            | حذف        | حذف        | حذف        |
| ندا شهسواری   | انفرادی زنان  | Bye                       | الکساندرا پریوالووا (BLR) · شکست ۳–۴ | حذف        | حذف        | حذف           | حذف            | حذف        | حذف        | حذف        |

## جودو
| ورزشکار      | رویداد       | یک سی و دوم نهایی | یک شانزدهم نهایی                        | یک هشتم نهایی | یک چهارم نهایی | نیمه نهایی | شانس مجدد  | فینال / BM | فینال / BM |
| ورزشکار      | رویداد       | حریف نتیجه        | حریف نتیجه                              | حریف نتیجه    | حریف نتیجه     | حریف نتیجه | حریف نتیجه | حریف نتیجه | رتبه       |
| ------------ | ------------ | ----------------- | --------------------------------------- | ------------- | -------------- | ---------- | ---------- | ---------- | ---------- |
| علیرضا خجسته | ۶۶- کیلوگرم  | انصراف داد        | انصراف داد                              | انصراف داد    | انصراف داد     | انصراف داد | انصراف داد | انصراف داد | انصراف داد |
| سعید ملائی   | ۸۱- کیلوگرم  | —                 | کاسان کالمورزائف (RUS) · شکست ۰۰۰–۰۰۰ S | حذف           | حذف            | حذف        | حذف        | حذف        | حذف        |
| جواد محجوب   | ۱۰۰- کیلوگرم | —                 | توما نیکیفوروف (BEL) · شکست ۰۰۰–۱۰۰     | حذف           | حذف            | حذف        | حذف        | حذف        | حذف        |

## دوچرخه‌سواری
| ورزشکار            | رویداد            | زمان              | رتبه              |
| ------------------ | ----------------- | ----------------- | ----------------- |
| قادر میزبانی       | رقابتی جاده مردان | به خط پایان نرسید | به خط پایان نرسید |
| قادر میزبانی       | تایم تریل مردان   | ۱:۲۱:۳۹٫۴۵        | ۳۱                |
| آروین معظمی گودرزی | رقابتی جاده مردان | به خط پایان نرسید | به خط پایان نرسید |
| صمد پورسیدی        | رقابتی جاده مردان | به خط پایان نرسید | به خط پایان نرسید |

## دو و میدانی
مردان
| ورزشکار         | رویداد              | گروه  | گروه | یک‌چهارم نهایی | یک‌چهارم نهایی | نیمه‌نهایی | نیمه‌نهایی | فینال   | فینال |
| ورزشکار         | رویداد              | نتیجه | رتبه | نتیجه         | رتبه          | نتیجه     | رتبه      | نتیجه   | رتبه  |
| --------------- | ------------------- | ----- | ---- | ------------- | ------------- | --------- | --------- | ------- | ----- |
| رضا قاسمی       | ۱۰۰ متر             | Bye   | Bye  | ۱۰٫۴۷         | ۵۸            | حذف       | حذف       | حذف     | حذف   |
| حسن تفتیان      | ۱۰۰ متر             | Bye   | Bye  | ۱۰:۱۷         | ۱۷ صعود       | ۱۰:۲۳     | ۸         | حذف     | حذف   |
| حمیدرضا زورآوند | ۲۰ کیلومتر پیاده‌روی | —     | —    | —             | —             | —         | —         | ۱:۲۷:۴۵ | ۵۴    |
| محمدجعفر مرادی  | ماراتن              | —     | —    | —             | —             | —         | —         | ۲:۳۱:۵۸ | ۱۲۹   |

| ورزشکار        | رویداد     | مقدماتی | مقدماتی | فینال | فینال |
| ورزشکار        | رویداد     | رکورد   | رتبه    | رکورد | رتبه  |
| -------------- | ---------- | ------- | ------- | ----- | ----- |
| محمد ارزنده    | پرش طول    | ۷٫۳۱    | ۲۹      | حذف   | حذف   |
| احسان حدادی    | پرتاب دیسک | ۶۰٫۱۵   | ۲۴      | حذف   | حذف   |
| محمود صمیمی    | پرتاب دیسک | ۵۶٫۹۴   | ۳۰      | حذف   | حذف   |
| پژمان قلعه‌نوعی | پرتاب چکش  | ۶۹٫۱۵   | ۲۸      | حذف   | حذف   |
| کاوه موسوی     | پرتاب چکش  | ۶۵٫۰۳   | ۲۹      | حذف   | حذف   |

زنان
| ورزشکار   | رویداد     | مقدماتی | مقدماتی | فینال | فینال |
| ورزشکار   | رویداد     | رکورد   | رتبه    | رکورد | رتبه  |
| --------- | ---------- | ------- | ------- | ----- | ----- |
| لیلا رجبی | پرتاب وزنه | ۱۶٫۳۴   | ۳۲      | حذف   | حذف   |

## روئینگ
| ورزشکار   | رویداد          | گروه    | گروه | شانس مجدد | شانس مجدد | یک‌چهارم نهایی | یک‌چهارم نهایی | نیمه نهایی | نیمه نهایی | فینال   | فینال |
| ورزشکار   | رویداد          | زمان    | رتبه | زمان      | رتبه      | زمان          | رتبه          | زمان       | رتبه       | زمان    | رتبه  |
| --------- | --------------- | ------- | ---- | --------- | --------- | ------------- | ------------- | ---------- | ---------- | ------- | ----- |
| مهسا جاور | انفرادی دو پارو | ۸:۳۹٫۲۸ | ۴ R  | ۸:۰۶٫۵۷   | ۳ SE/F    | Bye           | Bye           | ۸:۴۵٫۵۴    | ۲ FE       | ۸:۴۳٫۳۴ | ۲۸    |

## شمشیربازی
| ورزشکار       | رویداد     | یک شانزدهم نهایی               | یک هشتم نهایی             | یک چهارم نهایی          | نیمه نهایی              | رده‌بندی                     | رده‌بندی |
| ورزشکار       | رویداد     | حریف نتیجه                     | حریف نتیجه                | حریف نتیجه              | حریف نتیجه              | حریف نتیجه                  | رتبه    |
| ------------- | ---------- | ------------------------------ | ------------------------- | ----------------------- | ----------------------- | --------------------------- | ------- |
| مجتبی عابدینی | سابر مردان | یاهودکا (UKR) · برد ۱۵–۹       | بون-گیل (KOR) · برد ۱۵–۱۲ | آنسته (FRA) · برد ۱۵–۱۳ | هومر (USA) · شکست ۱۴–۱۵ | جونگ-هوان (KOR) · شکست ۸–۱۵ | ۴       |
| علی پاکدامن   | سابر مردان | ماتیاس سابو (GER) · شکست ۱۱–۱۵ | حذف                       | حذف                     | حذف                     | حذف                         | حذف     |

## شنا
| ورزشکار       | رویداد          | گروه    | گروه | نیمه نهایی | نیمه نهایی | فینال | فینال |     |
| ورزشکار       | رویداد          | زمان    | رتبه | زمان       | رتبه       | زمان  | رتبه  |     |
| ------------- | --------------- | ------- | ---- | ---------- | ---------- | ----- | ----- | --- |
| آریا نسیمی‌شاد | ۲۰۰ متر قورباغه | ۲:۲۰٫۱۸ | ۳۹   | حذف        | حذف        | حذف   | حذف   | حذف |

## کانو
| ورزشکار    | رویداد                         | گروه   | گروه       | نیمه‌نهایی | نیمه‌نهایی  | فینال | فینال |
| ورزشکار    | رویداد                         | زمان   | رتبه       | زمان      | رتبه       | زمان  | رتبه  |
| ---------- | ------------------------------ | ------ | ---------- | --------- | ---------- | ----- | ----- |
| عادل مجللی | کانو ۲۰۰ متر انفرادی (اسپرینت) | ۴۱٫۶۵۰ | ۴ (گروه ۴) | ۴۲٫۳۸۶    | ۶ (گروه ۲) | حذف   | حذف   |

## کشتی
آزاد
| ورزشکار      | رویداد      | مقدماتی                               | یک هشتم نهایی                          | یک چهارم                        | نیمه نهایی                           | شانس مجدد ۱                    | شانس مجدد ۲                           | فینال / رده‌بندی            | فینال / رده‌بندی |
| ورزشکار      | رویداد      | حریف نتیجه                            | حریف نتیجه                             | حریف نتیجه                      | حریف نتیجه                           | حریف نتیجه                     | حریف نتیجه                            | حریف نتیجه                 | رتبه            |
| ------------ | ----------- | ------------------------------------- | -------------------------------------- | ------------------------------- | ------------------------------------ | ------------------------------ | ------------------------------------- | -------------------------- | --------------- |
| حسن رحیمی    | ۵۷ کیلوگرم  | Bye                                   | گارنیک مناتساکانیان (ARM) · برد ۴–۰ ST | ویکتور لبدوف (RUS) · برد ۳–۱ PP | ری هیگوچی (JPN) · شکست ۱–۳ PP        | Bye                            | Bye                                   | یولیس بون (CUB) · برد ۹–۰  | برنز            |
| میثم نصیری   | ۶۵ کیلوگرم  | بوریسلاو نوواچکوف (BUL) · شکست ۱–۳ PP | حذف                                    | حذف                             | حذف                                  | حذف                            | حذف                                   | حذف                        | حذف             |
| حسن یزدانی   | ۷۴ کیلوگرم  | Bye                                   | بوریسلاو نوواچکوف (HAI) · برد ۴–۰ ST   | سونر دمیرتاش (TUR) · برد ۳–۰ PO | گلیم خام یوسربایف (KAZ) · برد ۴–۰ ST | Bye                            | Bye                                   | انور گدویف (RUS) · برد ۶–۶ | طلا             |
| علیرضا کریمی | ۸۶ کیلوگرم  | محمد سعداوی (TUN) · برد ۹–۰           | میهایل گانف (BUL) · برد ۷–۲            | جایدن کوکس (USA) · شکست ۱–۵     | حذف                                  | حذف                            | حذف                                   | حذف                        | حذف             |
| رضا یزدانی   | ۹۷ کیلوگرم  | ابراهیم بولکباشی (TUR) · برد ۴–۰ ST   | ختاگ گازیموف (AZE) · شکست ۱–۲          | -                               | -                                    | رادوسلاو باران (POL) · برد ۵–۲ | ماگومد ابراگیموف (UZB) · شکست ۰–۵ ض.ر | حذف                        | حذف             |
| کمیل قاسمی   | ۱۲۵ کیلوگرم | کوری یارویس (CAN) · برد ۵–۲           | ضیاالدین کمال (EGY) · برد ۷–۰          | گنو پتریاشویلی (GEO) · برد ۴–۴  | ترول دلاگنف (USA) · برد ۱۰–۰         | Bye                            | Bye                                   | طاها آکگل (TUR) · شکست ۱–۳ | نقره            |

فرنگی
| ورزشکار          | رویداد      | مقدماتی                       | یک هشتم نهایی                      | یک چهارم                              | نیمه نهایی | شانس مجدد ۱                       | شانس مجدد ۲                 | فینال / رده‌بندی             | فینال / رده‌بندی |     |
| ورزشکار          | رویداد      | حریف نتیجه                    | حریف نتیجه                         | حریف نتیجه                            | حریف نتیجه | حریف نتیجه                        | حریف نتیجه                  | حریف نتیجه                  | رتبه            |     |
| ---------------- | ----------- | ----------------------------- | ---------------------------------- | ------------------------------------- | ---------- | --------------------------------- | --------------------------- | --------------------------- | --------------- | --- |
| حمید سوریان      | ۵۹ کیلوگرم  | شینوبو اوتا (JPN) · شکست ۱–۳  | -                                  | -                                     | -          | المت کبیسپایف (KAZ) · شکست ۰–۵ ض‌ف | حذف                         | حذف                         | حذف             |     |
| امید نوروزی      | ۶۶ کیلوگرم  | Bye                           | ریواس ویلیوکس (VEN) · برد ۲–۱      | شماگی بولکوادزه (GEO) · شکست ۰–۲      | حذف        | حذف                               | حذف                         | حذف                         | حذف             |     |
| سعید عبدولی      | ۷۵ کیلوگرم  | Bye                           | مادسن (DEN) · شکست ۱–۱             | -                                     | -          | Bye                               | ویکتور نمس (SRB) · برد ۲–۲  | پیتر باکسی (HUN) · برد ۵–۲  | برنز            |     |
| حبیب‌الله اخلاقی  | ۸۵ کیلوگرم  | زاکاریاس برگ (SWE) · برد ۱۰–۰ | داویت چاکواتزه (RUS) · شکست ۲–۹ ض‌ف | -                                     | -          | سامان طهماسبی (AZE) · برد ۳–۲     | دنیس کودلا (GER) · شکست ۱–۱ | حذف                         | حذف             | حذف |
| قاسم رضایی       | ۹۸ کیلوگرم  | Bye                           | لوئیس پرز (VEN) · برد ۸–۰          | یاسمانی لوگو کابریرا (CUB) · شکست ۰–۴ | -          | Bye                               | دی ژیائو (CHN) · برد ۷–۰    | فردریک شوئن (SWE) · برد ۴–۴ | برنز            |     |
| بشیر باباجان‌زاده | ۱۳۰ کیلوگرم | Bye                           | کانگ منگ (CHN) · برد ۳–۱           | ادوارد پوپ (GER) · شکست ۱–۳           | حذف        | حذف                               | حذف                         | حذف                         | حذف             |     |

## والیبال
سرمربی:  رائول لوزانو
| شماره. | نام               | تاریخ تولد      | قد                      | وزن                   | Spike                   | Block                   | ۲۰۱۵–۱۶ باشگاه |
| ------ | ----------------- | --------------- | ----------------------- | --------------------- | ----------------------- | ----------------------- | -------------- |
| ۱      | شهرام محمودی      | ۲۰ ژوئیه ۱۹۸۸   | ۱٫۹۸ متر (۶ فوت ۶ اینچ) | ۹۵ کیلوگرم (۲۰۹ پوند) | ۳۴۷ سانتیمتر (۱۳۷ اینچ) | ۳۳۲ سانتیمتر (۱۳۱ اینچ) | بانک سرمایه    |
| ۲      | میلاد عبادی‌پور    | ۱۷ اکتبر ۱۹۹۳   | ۱٫۹۶ متر (۶ فوت ۵ اینچ) | ۷۸ کیلوگرم (۱۷۲ پوند) | ۳۵۰ سانتیمتر (۱۴۰ اینچ) | ۳۱۰ سانتیمتر (۱۲۰ اینچ) | شهرداری ارومیه |
| ۴      | سعید معروف (C)    | ۲۰ اکتبر ۱۹۸۵   | ۱٫۸۹ متر (۶ فوت ۲ اینچ) | ۸۱ کیلوگرم (۱۷۹ پوند) | ۳۳۱ سانتیمتر (۱۳۰ اینچ) | ۳۱۱ سانتیمتر (۱۲۲ اینچ) | شهرداری ارومیه |
| ۵      | فرهاد قائمی       | ۲۸ اوت ۱۹۸۹     | ۱٫۹۷ متر (۶ فوت ۶ اینچ) | ۷۳ کیلوگرم (۱۶۱ پوند) | ۳۵۵ سانتیمتر (۱۴۰ اینچ) | ۳۳۵ سانتیمتر (۱۳۲ اینچ) | پیکان          |
| ۶      | محمد موسوی        | ۲۲ اوت ۱۹۸۷     | ۲٫۰۳ متر (۶ فوت ۸ اینچ) | ۸۶ کیلوگرم (۱۹۰ پوند) | ۳۶۲ سانتیمتر (۱۴۳ اینچ) | ۳۴۴ سانتیمتر (۱۳۵ اینچ) | بانک سرمایه    |
| ۷      | حمزه زرینی        | ۱۸ اکتبر ۱۹۸۵   | ۱٫۹۸ متر (۶ فوت ۶ اینچ) | ۹۸ کیلوگرم (۲۱۶ پوند) | ۳۵۱ سانتیمتر (۱۳۸ اینچ) | ۳۳۰ سانتیمتر (۱۳۰ اینچ) | کاله مازندران  |
| ۹      | عادل غلامی        | ۹ فوریه ۱۹۸۶    | ۱٫۹۵ متر (۶ فوت ۵ اینچ) | ۸۸ کیلوگرم (۱۹۴ پوند) | ۳۴۱ سانتیمتر (۱۳۴ اینچ) | ۳۳۰ سانتیمتر (۱۳۰ اینچ) | بانک سرمایه    |
| ۱۰     | امیر غفور         | ۶ ژوئن ۱۹۹۱     | ۲٫۰۲ متر (۶ فوت ۸ اینچ) | ۹۰ کیلوگرم (۲۰۰ پوند) | ۳۵۴ سانتیمتر (۱۳۹ اینچ) | ۳۳۴ سانتیمتر (۱۳۱ اینچ) | پیکان          |
| ۱۲     | مجتبی میرزاجانپور | ۷ اکتبر ۱۹۹۱    | ۲٫۰۵ متر (۶ فوت ۹ اینچ) | ۸۸ کیلوگرم (۱۹۴ پوند) | ۳۵۵ سانتیمتر (۱۴۰ اینچ) | ۳۴۸ سانتیمتر (۱۳۷ اینچ) | پیکان          |
| ۱۳     | مهدی مهدوی        | ۱۳ فوریه ۱۹۸۴   | ۱٫۹۱ متر (۶ فوت ۳ اینچ) | ۹۶ کیلوگرم (۲۱۲ پوند) | ۳۳۰ سانتیمتر (۱۳۰ اینچ) | ۳۱۰ سانتیمتر (۱۲۰ اینچ) | بانک سرمایه    |
| ۱۵     | مصطفی شریفات      | ۱۶ سپتامبر ۱۹۸۷ | ۲٫۰۴ متر (۶ فوت ۸ اینچ) | ۸۵ کیلوگرم (۱۸۷ پوند) | ۳۳۲ سانتیمتر (۱۳۱ اینچ) | ۳۱۳ سانتیمتر (۱۲۳ اینچ) | متین ورامین    |
| ۱۹     | مهدی مرندی (L)    | ۱۲ مه ۱۹۸۶      | ۱٫۷۲ متر (۵ فوت ۸ اینچ) | ۶۹ کیلوگرم (۱۵۲ پوند) | ۲۹۵ سانتیمتر (۱۱۶ اینچ) | ۲۸۰ سانتیمتر (۱۱۰ اینچ) | پیکان          |

## وزنه‌برداری
| ورزشکار       | رویداد            | یک‌ضرب | یک‌ضرب | دو ضرب     | دو ضرب | مجموع      | رتبه |
| ورزشکار       | رویداد            | نتیجه | رتبه  | نتیجه      | رتبه   | مجموع      | رتبه |
| ------------- | ----------------- | ----- | ----- | ---------- | ------ | ---------- | ---- |
| کیانوش رستمی  | ۸۵- کیلوگرم مردان | ۱۷۹   | ۱     | ۲۱۷        | ۱      | ۳۹۶        | طلا  |
| علی هاشمی     | ۹۴- کیلوگرم مردان | ۱۷۳   | ۷     | ۲۱۰        | ۷      | ۳۸۳        | ۷    |
| سهراب مرادی   | ۹۴- کیلوگرم مردان | ۱۸۲   | ۱     | ۲۳۱        | ۱      | ۴۰۳        | طلا  |
| محمدرضا براری | ۱۰۵- کیلوگرم      | ۱۸۶   | ۶     | ۲۲۰        | ۶      | ۴۰۶        | ۶    |
| بهداد سلیمی   | ۱۰۵+ کیلوگرم      | ۲۱۶   | ۱     | فاقد رکورد | -      | فاقد رکورد | -    |

## داوران و عوامل اجرایی
همچنین در میان نمایندگان ایران، علیرضا فغانی به عنوان داور در رشته فوتبال و ایمان فرزین به عنوان تنها ناظر رسانه ای ایران در رشته بدمینتون در المپیک ۲۰۱۶ برزیل حضور داشتند.